# 政治与安全委员会
政治与安全委员会（英語：Political and Security Committee）是欧盟内部处理共同外交与安全政策、共同安全与防务政策的常设机构。
委员会总部位于布鲁塞尔，成员为来自所有欧盟国家的大使级代表，通常每周开会两次。委员会由欧洲对外事务部主持。

## 职能
政治与安全委员会的主要职能是跟踪国际形势，并帮助制定共同外交与安全政策、共同安全与防务政策内的欧洲政策。委员会向欧盟军事委员会、危机管理民用方面委员会、欧盟安全研究所提供指导并接受建议，委员会也是欧盟成员国就共同安全与防务政策对话的论坛。
委员会还为外交事务委员会起草意见，后者是欧盟理事会的组成之一，共同外交与安全政策通过常駐代表委員會提交给外交事务委员会。

## 其他
2021年3月22日，委员会被中華人民共和國制裁。